# Canada's Next Top Model
Canada's Next Top Model (a volte abbreviato come CNTM) è stato un reality show canadese in onda tra il 2006 e il 2009, nel quale alcune concorrenti femminili si contendevano il titolo di "Canada's Next Top Model" e la possibilità di iniziare la loro carriera nel settore della moda. La vincitrice riceveva un contratto con la Elmer Modeling Olsen Agency, un contratto di bellezza da 100000 $ con la Procter & Gamble, e una diffusione editoriale con una rivista di moda.
CNTM si basa sul successo del programma statunitense America's Next Top Model della CTVglobemedia e della CBS Paramount International TV.

## Svolgimento
Ogni stagione di Canada's Next Top Model è composta da otto episodi con una decina di concorrenti. In ogni episodio una concorrente viene eliminata e in certi casi c'è una doppia eliminazione se non c'è il consenso della giuria. I makeover vengono fatti ai partecipanti all'inizio della stagione (di solito dopo la prima eliminazione finale).

### Giudici
Nell'edizione 2009 la giuria è costituita dalla giornalista di moda Jeanne Beker, dalla top-model Yasmin Warsame e dal fotografo di moda Mike Ruiz. Giudici precedenti sono Tricia Helfer (1ª edizione, ha poi lasciato per concentrarsi sull'attività di attrice), il modello e allenatore di pista Stacey McKenzie lo stilsta Paul Venoit e il fotografo di moda Paul Alexander. Di solito, un giudice ospite supplementare siederà sul pannello di ogni settimana.

### Edizioni
| Edizione | Data della première | Vincitrice       | Seconda classificata | Altre concorrenti per ordine di eliminazione | Numero delle concorrenti | Destinazione/i       |
| -------- | ------------------- | ---------------- | -------------------- | --- | ------------------------ | -------------------- |
| 1        | 31 maggio 2006      | Andrea Muizelaar | Alanna Shelast       | Sylvie Majcher, Dawn Buggins, Natalie Talson, Heather Dorssers, Tenika Davis, Ylenia Aurucci, Brandi Alexander, Sisi Wang                                          | 10                       | Nessuna              |
| 2        | 30 maggio 2007      | Rebecca Hardy    | Sinead Brady         | Michelle "Mika" Emmé, Jacqueline Black, Stephanie "Steff" Groulx, Gina Guimont, Morayo "Mo" Ninalowo, Corinne "Cori" McKinnon, Tia Ayrton-Hill, Tara-Marie Winspur | 10                       | Nessuna              |
| 3        | 26 maggio 2009      | Meaghan Waller   | Linsay Willier       | Alexandra McCallum (ritirata), Tiffany MacDonald, Jill Pukesh, Ebonie Finley, Tara Didon, Rebeccah Wyse, Heather Delaney, Maryam Massoumi, Nikita Kiceluk          | 11                       | Nassau New York City |